# Elcan Hacıyev
Elcan Arif oğlu Hacıyev (ur. 29 kwietnia 2002) – azerski judoka. Olimpijczyk z Paryża 2024, gdzie zajął dziewiąte miejsce w wadze średniej.
Brązowy medalista mistrzostw świata w 2025; uczestnik zawodów w 2022 i 2024. Startował w Pucharze Świata w 2023. Mistrz Europy w 2024. Drugi na  Uniwersjadzie w 2025 i trzeci w drużynie w 2021, a także na MŚ juniorów w 2021 i 2022 roku.

## Letnie Igrzyska Olimpijskie 2024
| Konkurencja | Eliminacje           | Eliminacje                        | Klas. końcowa |
| Konkurencja | Przeciwnik I         | Przeciwnik II                     | Miejsce       |
| ----------- | -------------------- | --------------------------------- | ------------- |
| 90 kg       | Mihael Žgank (TUR) Z | Maxime-Gaël Ngayap Hambou (FRA) P | 9.            |